# Eduard Bauer-Bredt
Eduard Bauer-Bredt, bis 1919 Eduard Bauer, (* 4. Juli 1878 in Ansbach; † 28. Oktober 1945 in Ruhpolding) war ein deutscher Landschafts- und Porträtmaler.

## Leben
Er war der Sohn des Ansbacher Gymnasialprofessors Johann Bauer und dessen Ehefrau Charlotte geborene Zorn. Nach dem Abitur am Gymnasium in Ansbach nahm er künstlerische Studien auf. Er wurde Schüler des Malers des Orientalismus Ferdinand Max Bredt, dessen Familiennamen er ab 1919 zusätzlich annahm, als er dessen Tochter heiratete. Ferner bildete er sich durch Studien beim Chiemseemaler Professor Joseph Wopfner weiter, der zur Münchner Schule gehörte. Er nahm am Ersten Weltkrieg teil und stieg bis zum königlich-bayerischen Hauptmann auf.
Eduard Bauer-Bredt wurde hauptsächlich durch seine Gemälde vom Chiemsee und Gebirgsansichten, vornehmlich der Alpen, bekannt. Daneben entstanden Porträts, darunter von Staatsminister Friedrich von Brettreich und dem Nürnberger Polizeipräsidenten Heinrich Gareis. Im Nationalsozialismus passte er sich mit seinen Bildern dem vorherrschenden Geschmack der Zeit an und starb kurz nach dem Ende des Zweiten Weltkrieges 1945 in Ruhpolding. Dort hatte er ein bayerisches Landhaus im Ruhwinkel bewohnt.
Gelegentlich werden einige seiner Werke auch in der Alten Schule in Ruhpolding gezeigt, so 2017.

## Familie
Eduard Bauer-Bredt heiratete im Jahre 1919 die Tochter Hildegard seines Lehrmeisters Ferdinand Max Bredt. Aus der gemeinsamen Ehe ging die Tochter Sybill (* 1920) hervor.